# Grezzo
Grezzo (株式会社グレッゾ, Kabushiki kaisha Gurezzo) est un studio japonais de développement de jeux vidéo fondé en 2006. Koichi Ishii, connu pour son travail sur la série Mana détenue par Square Enix, est recruté en tant que PDG de la société en avril 2007.

## Jeux développés
| Titre                                                | Éditeur  | Plate-forme     | Année de sortie |
| ---------------------------------------------------- | -------- | --------------- | --------------- |
| Line Attack Heroes                                   | Nintendo | WiiWare         | 2010            |
| The Legend of Zelda: Ocarina of Time 3D              | Nintendo | Nintendo 3DS    | 2011            |
| The Legend of Zelda: Four Swords Anniversary Edition | Nintendo | DSiWare         | 2011            |
| Flower Town                                          | Nintendo | Nintendo 3DS    | 2013            |
| The Legend of Legacy                                 | FuRyu    | Nintendo 3DS    | 2015            |
| The Legend of Zelda: Majora's Mask 3D                | Nintendo | Nintendo 3DS    | 2015            |
| The Legend of Zelda: Tri Force Heroes                | Nintendo | Nintendo 3DS    | 2015            |
| Ever Oasis                                           | Nintendo | Nintendo 3DS    | 2017            |
| Luigi's Mansion                                      | Nintendo | Nintendo 3DS    | 2018            |
| The Legend of Zelda: Link's Awakening                | Nintendo | Nintendo Switch | 2019            |
| Miitopia                                             | Nintendo | Nintendo Switch | 2021            |
| The Legend of Zelda: Echoes of Wisdom                | Nintendo | Nintendo Switch | 2024            |